# Billboardlistans förstaplaceringar 1961
Detta är en lista över 1961 års förstaplaceringar på Billboard Hot 100.

## Listhistorik
| Datum        | Låt                          | Artist          |
| 2 januari    | "Are You Lonesome Tonight?"  | Elvis Presley   |
| 9 januari    | "Wonderland by Night"        | Bert Kaempfert  |
| 16 januari   | "Wonderland by Night"        | Bert Kaempfert  |
| 23 januari   | "Wonderland by Night"        | Bert Kaempfert  |
| 30 januari   | "Will You Love Me Tomorrow"  | The Shirelles   |
| 6 februari   | "Will You Love Me Tomorrow"  | The Shirelles   |
| 13 februari  | "Calcutta"                   | Lawrence Welk   |
| 20 februari  | "Calcutta"                   | Lawrence Welk   |
| 27 februari  | "Pony Time"                  | Chubby Checker  |
| 6 mars       | "Pony Time"                  | Chubby Checker  |
| 13 mars      | "Pony Time"                  | Chubby Checker  |
| 20 mars      | "Surrender"                  | Elvis Presley   |
| 27 mars      | "Surrender"                  | Elvis Presley   |
| 3 april      | "Blue Moon"                  | The Marcels     |
| 10 april     | "Blue Moon"                  | The Marcels     |
| 17 april     | "Blue Moon"                  | The Marcels     |
| 24 april     | "Runaway"                    | Del Shannon     |
| 1 maj        | "Runaway"                    | Del Shannon     |
| 8 maj        | "Runaway"                    | Del Shannon     |
| 15 maj       | "Runaway"                    | Del Shannon     |
| 22 maj       | "Mother-in-Law"              | Ernie K-Doe     |
| 29 maj       | "Travelin' Man"              | Ricky Nelson    |
| 5 juni       | "Running Scared"             | Roy Orbison     |
| 12 juni      | "Travelin' Man"              | Ricky Nelson    |
| 19 juni      | "Moody River"                | Pat Boone       |
| 26 juni      | "Quarter to Three"           | Gary U.S. Bonds |
| 3 juli       | "Quarter to Three"           | Gary U.S. Bonds |
| 10 juli      | "Tossin' and Turnin'"        | Bobby Lewis     |
| 17 juli      | "Tossin' and Turnin'"        | Bobby Lewis     |
| 24 juli      | "Tossin' and Turnin'"        | Bobby Lewis     |
| 31 juli      | "Tossin' and Turnin'"        | Bobby Lewis     |
| 7 augusti    | "Tossin' and Turnin'"        | Bobby Lewis     |
| 14 augusti   | "Tossin' and Turnin'"        | Bobby Lewis     |
| 21 augusti   | "Tossin' and Turnin'"        | Bobby Lewis     |
| 28 augusti   | "Wooden Heart (Muss I Denn)" | Joe Dowell      |
| 4 september  | "Michael"                    | The Highwaymen  |
| 11 september | "Michael"                    | The Highwaymen  |
| 18 september | "Take Good Care of My Baby"  | Bobby Vee       |
| 25 september | "Take Good Care of My Baby"  | Bobby Vee       |
| 2 oktober    | "Take Good Care of My Baby"  | Bobby Vee       |
| 9 oktober    | "Hit the Road Jack"          | Ray Charles     |
| 16 oktober   | "Hit the Road Jack"          | Ray Charles     |
| 23 oktober   | "Runaround Sue"              | Dion            |
| 30 oktober   | "Runaround Sue"              | Dion            |
| 6 november   | "Big Bad John"               | Jimmy Dean      |
| 13 november  | "Big Bad John"               | Jimmy Dean      |
| 20 november  | "Big Bad John"               | Jimmy Dean      |
| 27 november  | "Big Bad John"               | Jimmy Dean      |
| 4 december   | "Big Bad John"               | Jimmy Dean      |
| 11 december  | "Please Mr. Postman"         | The Marvelettes |
| 18 december  | "The Lion Sleeps Tonight"    | The Tokens      |
| 25 december  | "The Lion Sleeps Tonight"    | The Tokens      |